# Tadeusz Dorobisz
Tadeusz Dorobisz (ur. 17 lipca 1916 w Sosnowcu, zm. 12 lutego 1973 we Wrocławiu) – chirurg polski, profesor Akademii Medycznej we Wrocławiu.
W 1936 ukończył Gimnazjum im. Stanisława Wyspiańskiego, którego tradycje przejęło po wojnie III Liceum Ogólnokształcące im. Bolesława Prusa w Sosnowcu. W 1937 rozpoczął studia na Wydziale Lekarskim Uniwersytetu Jagiellońskiego. Naukę przerwała II wojna światowa - we wrześniu 1939 Dorobisz został zmobilizowany, odbył kampanię wrześniową, później przedostał się do Francji. Walczył w szeregach II Dywizji Strzelców Pieszych, był internowany w Szwajcarii; tam powrócił do studiów medycznych i w 1944 uzyskał dyplom lekarza na Uniwersytecie w Zurychu.
W 1945 powrócił do Polski. Podjął pracę w I Klinice Chirurgicznej Uniwersytetu i Politechniki we Wrocławiu, przeniesionej następnie do Akademii Medycznej we Wrocławiu. W 1955 uzyskał stopień docenta, w 1966 profesora nadzwyczajnego. Od 1969 (po przejściu na emeryturę Kazimierza Czyżewskiego) kierował I Kliniką Chirurgiczną, a od 1972 Kliniką Chirurgii Naczyniowej Akademii Medycznej we Wrocławiu. Pełnił na uczelni także funkcje prodziekana (1966–1968) i prorektora ds. klinicznych (1968–1970). W latach 1947–1965 był ponadto dyrektorem Stacji Krwiodawstwa we Wrocławiu. Przewodniczył Radzie Naukowej Instytutu Hematologii w Warszawie.
Był autorem (lub współautorem) ponad 100 prac naukowych, dotyczących chirurgii urazowej, krwiodawstwa, leczenia krwią. Do kierowanych przez siebie ośrodków wprowadził liczne unowocześnienia. Należał do wielu polskich i zagranicznych towarzystw naukowych, posiadał liczne odznaczenia.